# Фросена-Фонтане (Бреша)
Фросена-Фонтане је насеље у Италији у округу Бреша, региону Ломбардија.
Према процени из 2011. у насељу је живело 51 становника. Насеље се налази на надморској висини од 533 м.